# Gare d'Orval - Hyenville
La gare d'Orval - Hyenville est une gare ferroviaire (détruite) française des lignes de Lison à Lamballe et d'Orval - Hyenville à Regnéville-sur-Mer, située sur le territoire de la commune déléguée d'Orval (faisant partie d'Orval sur Sienne), à proximité de Hyenville (intégrée à Quettreville-sur-Sienne), dans le département de la Manche, en région Normandie.

## Situation ferroviaire
Établie à 15 mètres d'altitude, la gare d'Orval - Hyenville est située au point kilométrique (PK) 54,837 de la ligne de Lison à Lamballe, entre les gares de Coutances (ouverte) et de Quettreville-sur-Sienne (fermée). 
C'était une gare de bifurcation, origine de la ligne d'Orval - Hyenville à Regnéville-sur-Mer (fermée), avant la Gare de Montmartin-sur-Mer.

## Service des voyageurs
Gare fermée.